# Rybenka domácí
Rybenka domácí (Lepisma saccharina) je bezkřídlý druh hmyzu, který nese jméno podle tvaru a povrchu těla pokrytého stříbřitými šupinkami. Patří k běžným obyvatelům lidských příbytků.
Jedná se o kosmopolitní druh.

## Synonyma
- Forbicina plana Geoffroy, 1762
- Lepism saccharifera N. Mohr, 1786
- Lepisma quercetorum Wygodzinsky, 1945
- Lepisma semicylindrica De Geer, 1782
- Lepisma vulgaris Scopoli, 1763[2]

## Popis
Tělo rybenky je ploché, protáhlého tvaru, 0,8 až 2,0 cm dlouhé, pokryté stříbrošedými šupinkami. Z oblasti hlavy vybíhají dva tykadlovité útvary. Konec těla opatřen trojicí přívěsků (dva štěty a jeden paštět) připomíná svým vzhledem jakýsi ocásek.
Rybenka je aktivní v noci, kdy se vydává za potravou. Přemisťuje se rychlým během přerušovaným náhlými krátkými zastávkami. Vyhýbá se přímému slunečnímu světlu. Je-li účinkům světla náhle vystavena, snaží se rychle ukrýt ve stínu.

## Biologie

### Výskyt
Rybenka obývá všechny světadíly včetně ostrovů v Tichomoří. Jako vlhkomilný druh je vázána na prostředí o 75 až 95% relativní vlhkosti.
V přírodě vyhledává vrstvy spadaného listí nebo štěrbiny pod kameny. V zástavbě lidských sídlišť lze na rybenku narazit ve sklepech, koupelnách, garážích, na toaletách a v podkrovních prostorách. Vyskytuje se i pod nábytkem či v knihách.
Z evolučního hlediska se soudí, že rybenky se na světě objevily dříve než švábi.

### Rozmnožování
Sameček rybenky vytvoří spermatofor v podobě hedvábného vlákna a uloží ho do země, odkud ho sebere samice. Oplodněná vajíčka klade samička do nejrůznějších štěrbin v místech, kde se teplota pohybuje mezi 22 až 27 °C. Vajíčka jsou kladena jednotlivě nebo v malých skupinkách po dvou až třech. Za svůj život samička takto naklade až 100 vajíček. Vývoj vajíčka trvá 3 až 6 týdnů v závislosti na teplotě. Teplota prostředí ovlivňuje též další vývoj vylíhnutých nymf. Nymfy se podobají dospělým jedincům, jsou však menší.
Rozmnožování rybenky probíhá ve vhodném prostředí nezávisle na ročním období.

### Potrava
Rybenky se živí převážně organickými látkami rostlinného původu s obsahem sacharidů a proteinů. Součástí jejich jídelníčku tak mohou být listy papíru, lepidlo, tapety, fotografie, oblečení, ale i cukr, mouka apod.

### Predátoři
Rybenky jsou loveny škvory, stonožkami, někdy i pavouky.

## Vztah k člověku
Rybenky jsou vnímány jako domácí škůdci, poněvadž mohou poškodit vybavení domácností. Mohou kontaminovat potraviny, do kterých se dostanou. Nepatří však k přenašečům žádné pro člověka nebezpečné choroby.